# Il Sabato della DS
Il Sabato della DS (nel 2016-2017 noto come Calcio Champagne) è stato un programma televisivo italiano sportivo, in onda dal 2016 al 2018 il sabato su Rai 2, dallo studio TV2 del Centro produzione TV di Milano.

## Storia del programma
Già nella stagione 2001-2002 la Domenica Sportiva curava uno spazio per l'anticipo del sabato sera, denominato Anteprima Calcio, che andava in onda ogni sabato su Rai Tre  alle 22:45 e condotto da Marco Civoli. In realtà il programma in oggetto è nato dopo la chiusura della trasmissione Sabato Sprint ad opera di Gabriele Romagnoli, che era stato appena nominato direttore di Rai Sport.
Il tema principale della trasmissione era il commento e l'analisi degli anticipi del sabato del campionato di Serie A.

### Edizione 2016-2017
La prima edizione del programma, con il titolo di Calcio Champagne iniziò il 27 agosto 2016, con la conduzione di Marco Lollobrigida. La scenografia riprendeva chiaramente una "sorta" di bar, con finti clienti che sorseggiavano bibite analcoliche (confermato dal conduttore) e camerieri. Era prevista una parte comica curata da Francesca Macrì, ma è stata eliminata prima provvisoriamente a causa del lutto nazionale per i funerali alle vittime del terremoto in Centro Italia e poi definitivamente. Dalla seconda puntata vengono tolti i riferimenti al bar nella scenografia e vengono inoltre modificati il logo e la sigla.

### Edizione 2017-2018
La seconda edizione è partita il 19 agosto 2017, con l'inizio del campionato, cambiando il nome ne Il Sabato della DS e diventando un programma spin-off de La domenica sportiva.

## Conduttori
- Marco Lollobrigida (2016-2018)

## Opinionisti
- Mario Sconcerti
- Katia Serra